# 15622 Westrich
15622 Westrich (2000 HY20) là một tiểu hành tinh vành đai chính được phát hiện ngày 27 tháng 4 năm 2000 bởi nhóm nghiên cứu tiểu hành tinh gần Trái Đất phòng thí nghiệm Lincoln ở Socorro.